# Kinas nationalmuseum

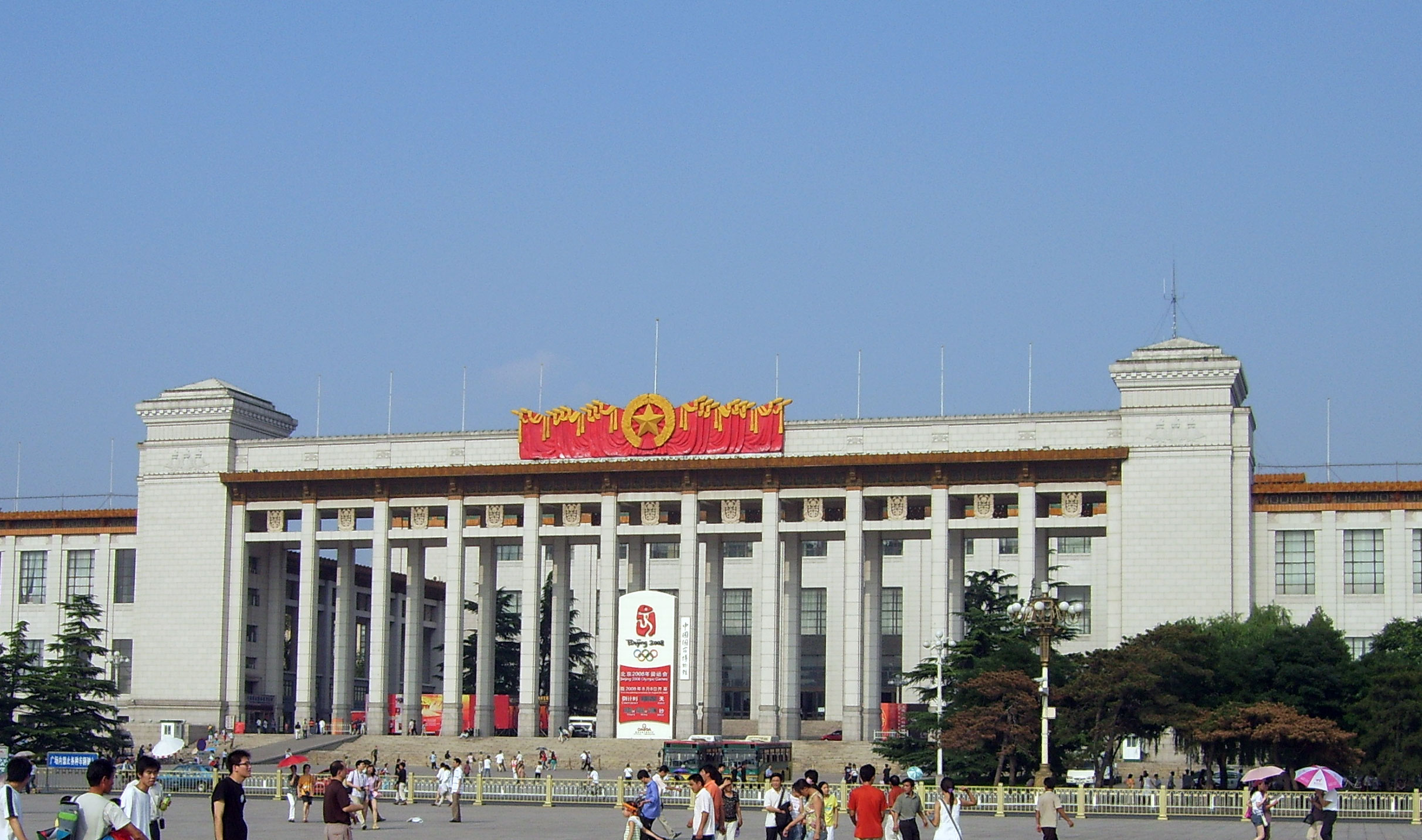
Kinas nationalmuseum.

Kinas nationalmuseum är beläget på den östra sidan av Himmelska fridens torg i Peking, mitt emot Folkets stora hall. Byggnaden var en stor byggnad av de tio stora byggnader som uppfördes i Peking 1959 för att fira tioårsjubileet av Folkrepubliken Kinas bildande. 
Museet bestod ursprungligen av två separata museum, Museet för Kinas historia, som låg i den södra delen av byggnaden, och Museet för den kinesiska revolutionen, som låg i den norra delen, vilka öppnades för allmänheten 1961. Det nuvarande museet invigdes den 28 februari 2003. Efter att ha varit stängt för ombyggnad och renovering i fyra år återöppnades museet i mars 2011 och var då dubbelt så stort som det gamla museet. Med nära 7,6 miljoner besökare är Kinas nationalmuseum världens mest besökta museum.
Museet har utställningar om hela Kinas historia, från de äldsta tiderna till modern historia och innehåller alla de viktigaste föremålen från landets historia.
| Pekings tunnelbana |         |                            |
|                    | Linje 1 | Tian'anmen East (天安门东) |
|                    | Linje 2 | Qianmen (前门)             |

## Galleri

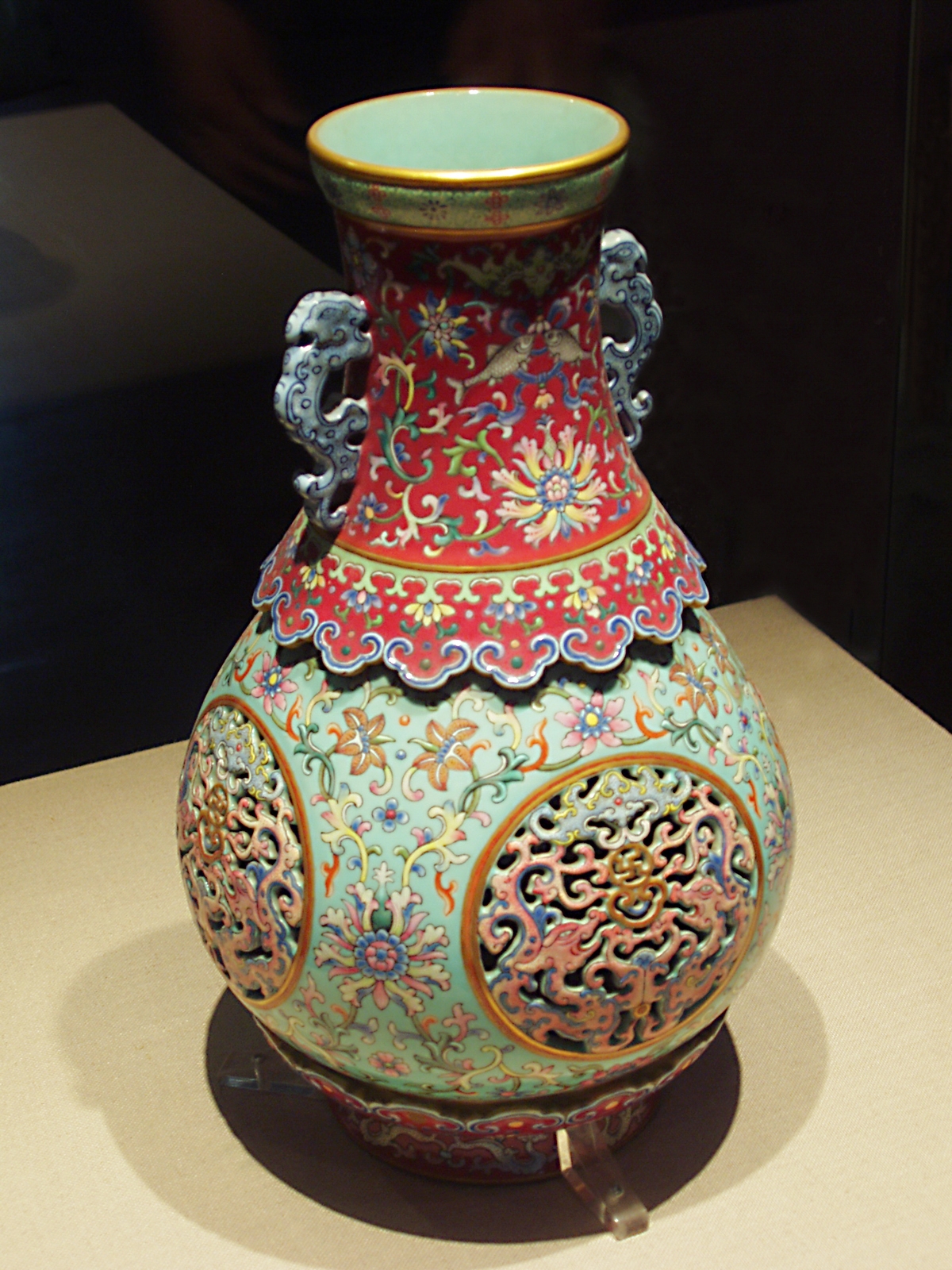
Porslinsvas från Qingdynastin.
Bronsfigur från Shangdynastin.
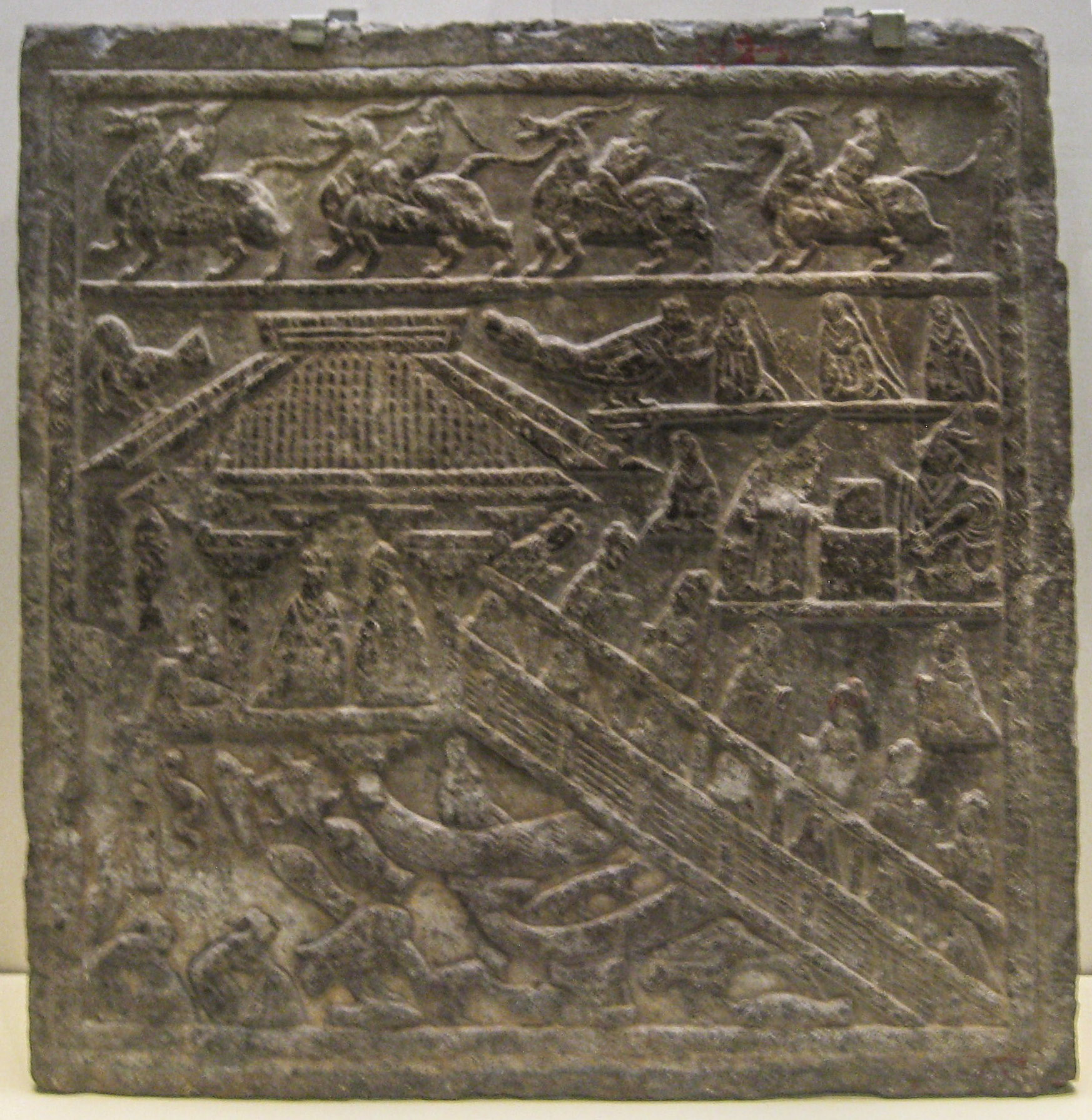
Stentavla från Handynastin.
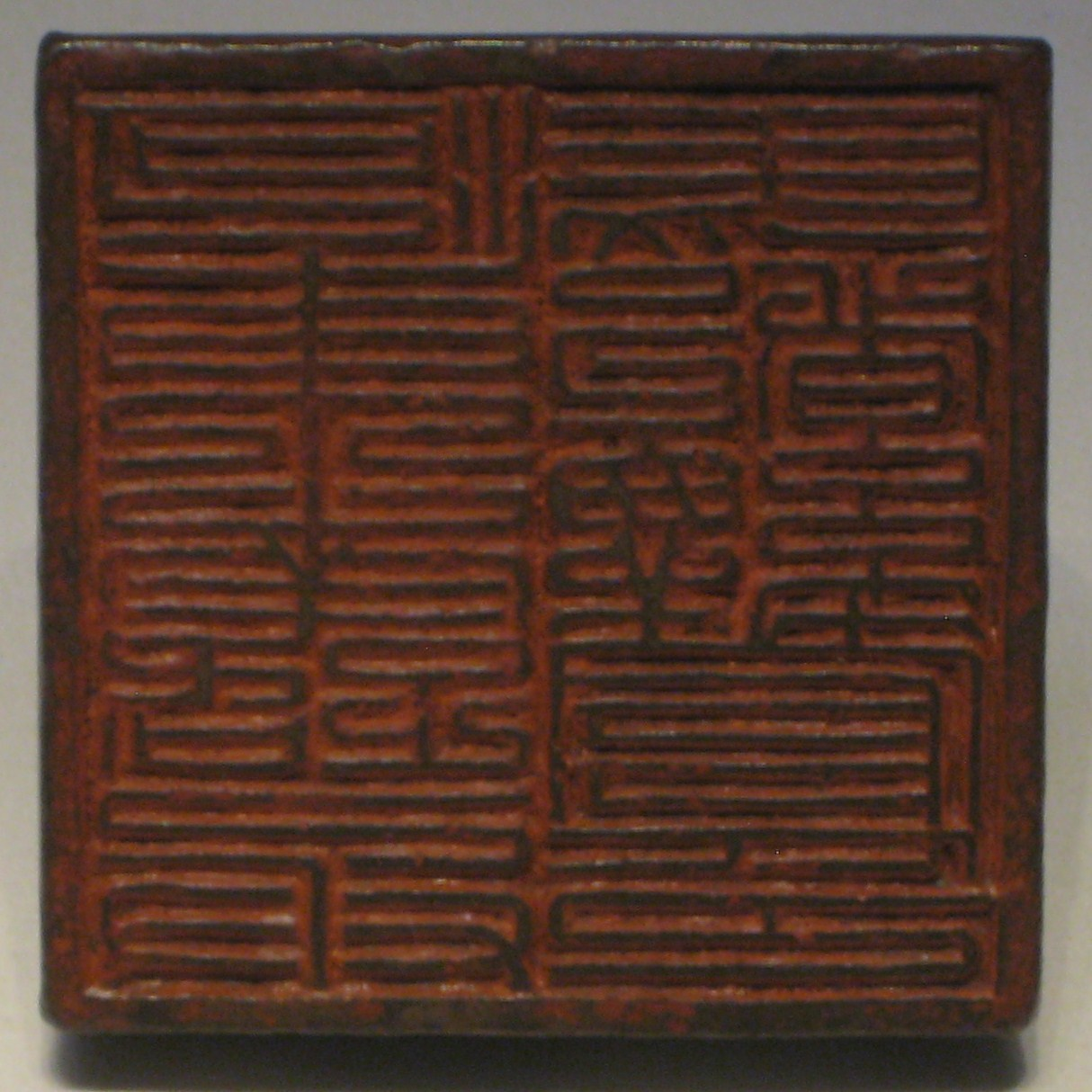
Bronssigill från Jindynastin.